# Adam Kwiatkowski (aktor)
Adam Kwiatkowski (ur. 16 maja 1922 w Wilnie. zm. 10 lipca 2005 w Katowicach) – polski aktor teatralny i filmowy.

## Życiorys
W 1947 roku ukończył warszawską PWST, mającą wówczas jeszcze siedzibę w Łodzi. 7 marca tego samego roku miał miejsce jego debiut teatralny. Występował w następujących teatrach:
- Teatr Wojska Polskiego w Łodzi (1947)
- Teatr Powszechny w Łodzi (1947-48)
- Teatr Śląski (1948-50, 51-86)
- Teatr Narodowy w Warszawie (1950-51)
- Teatr Nowy w Zabrzu (1988-90)

## Filmografia
- 1949: Za wami pójdą inni − "Spryciarz"
- 1951: Pierwsze dni − pomocnik Kowalski
- 1953: Celuloza − Bucek, robotnik w zakładzie Czerwiaczka
- 1953: Sprawa do załatwienia
- 1953: Trudna miłość − akordeonista na zabawie
- 1953: Trzy opowieści − Wacek (odc. 1)
- 1954: Niedaleko Warszawy − robotnik Wicuś
- 1955: Podhale w ogniu − zbójnik
- 1956: Wraki − Pałamarz, członek załogi statku
- 1958: Baza ludzi umarłych − Buźka, goniec z wypłatami
- 1958: Miasteczko − Staszek Zaremba
- 1958: Wolne miasto − listonosz Plichta
- 1961: Świadectwo urodzenia − pasażer w pociągu (cz. 3)
- 1963: Mam tu swój dom − sierżant MO
- 1967: Westerplatte − kapral Władysław Domoń
- 1969: Czekam w Monte-Carlo − Jagoda, mechanik polskiej ekipy
- 1970: Prom − mężczyzna na promie
- 1976: Ptaki, ptakom... − podoficer niemiecki
- 1978: Ślad na ziemi − docent (odc. 4)
- 1980: Polonia Restituta − członek kierownictwa powstania na Górnym Śląsku
- 1982: Blisko, coraz bliżej (odc. 7 i 8)
- 1982: Polonia Restituta − członek kierownictwa powstania na Górnym Śląsku (odc. 6)
- 1988: Rodzina Kanderów (odc. 9)
- 1989: Ring − naczelnik więzienia